# Rally de Córcega de 2018
El Rally de Córcega de 2018, oficialmente 61º CORSICA Linea Tour de Corse – Rallye de France, fue la cuarta ronda de la temporada 2018 del Campeonato Mundial de Rally. Se celebró del 5 al 8 de abril y contó con un itinerario de doce tramos sobre asfalto con un total de 333,48 km cronometrados. Fue también la cuarta ronda de los campeonatos WRC 2 y WRC 3 y la segunda de la JWRC.

## Lista de inscritos
| \| Pilotos principales \| Pilotos principales \| Pilotos principales \| Pilotos principales \| Pilotos principales \| Pilotos principales \| \| Num. \| Piloto \| Copiloto \| Coche \| Equipo \| Neumático \| \| -------------------------- \| ------------------- \| ------------------- \| --------------------- \| --------------------------- \| ------------------- \| \| 1 \| Sébastien Ogier \| Julien Ingrassia \| Ford Fiesta WRC \| M-Sport Ford WRT \| M \| \| 2 \| Elfyn Evans \| Philip Mills[2] \| Ford Fiesta WRC \| M-Sport Ford WRT \| M \| \| 3 \| Bryan Bouffier \| Jérôme Degout \| Ford Fiesta WRC \| M-Sport Ford WRT \| M \| \| 4 \| Andreas Mikkelsen \| Anders Jæger \| Hyundai i20 Coupe WRC \| Hyundai Shell Mobis WRT \| M \| \| 5 \| Thierry Neuville \| Nicolas Gilsoul \| Hyundai i20 Coupe WRC \| Hyundai Shell Mobis WRT \| M \| \| 6 \| Dani Sordo \| Carlos del Barrio \| Hyundai i20 Coupe WRC \| Hyundai Shell Mobis WRT \| M \| \| 7 \| Jari-Matti Latvala \| Miikka Anttila \| Toyota Yaris WRC \| Toyota Gazoo Racing WRT \| M \| \| 8 \| Ott Tänak \| Martin Järveoja \| Toyota Yaris WRC \| Toyota Gazoo Racing WRT \| M \| \| 9 \| Esapekka Lappi \| Janne Ferm \| Toyota Yaris WRC \| Toyota Gazoo Racing WRT \| M \| \| 10 \| Kris Meeke \| Paul Nagle \| Citroën C3 WRC \| Citroën Total Abu Dhabi WRT \| M \| \| 11 \| Sébastien Loeb \| Daniel Elena \| Citroën C3 WRC \| Citroën Total Abu Dhabi WRT \| M \| \| 81 \| Mauro Miele \| Luca Beltrame \| Citroën DS3 WRC \| Mauro Miele \| \| \| 82 \| Armando Pereira \| Remi Tutélaire \| Ford Fiesta RS WRC \| Armando Pereira \| \| \| 83 \| Alain Vauthier \| Stevie Nollet \| Ford Fiesta RS WRC \| Alain Vauthier \| \| \| Fuente: tourdecorse.com[3] \| \| \| \| \| \| |                    |                   |                       |                             |           |
| Pilotos principales |                    |                   |                       |                             |           |
| Num. | Piloto             | Copiloto          | Coche                 | Equipo                      | Neumático |
| 1 | Sébastien Ogier    | Julien Ingrassia  | Ford Fiesta WRC       | M-Sport Ford WRT            | M         |
| 2 | Elfyn Evans        | Philip Mills      | Ford Fiesta WRC       | M-Sport Ford WRT            | M         |
| 3 | Bryan Bouffier     | Jérôme Degout     | Ford Fiesta WRC       | M-Sport Ford WRT            | M         |
| 4 | Andreas Mikkelsen  | Anders Jæger      | Hyundai i20 Coupe WRC | Hyundai Shell Mobis WRT     | M         |
| 5 | Thierry Neuville   | Nicolas Gilsoul   | Hyundai i20 Coupe WRC | Hyundai Shell Mobis WRT     | M         |
| 6 | Dani Sordo         | Carlos del Barrio | Hyundai i20 Coupe WRC | Hyundai Shell Mobis WRT     | M         |
| 7 | Jari-Matti Latvala | Miikka Anttila    | Toyota Yaris WRC      | Toyota Gazoo Racing WRT     | M         |
| 8 | Ott Tänak          | Martin Järveoja   | Toyota Yaris WRC      | Toyota Gazoo Racing WRT     | M         |
| 9 | Esapekka Lappi     | Janne Ferm        | Toyota Yaris WRC      | Toyota Gazoo Racing WRT     | M         |
| 10 | Kris Meeke         | Paul Nagle        | Citroën C3 WRC        | Citroën Total Abu Dhabi WRT | M         |
| 11 | Sébastien Loeb     | Daniel Elena      | Citroën C3 WRC        | Citroën Total Abu Dhabi WRT | M         |
| 81 | Mauro Miele        | Luca Beltrame     | Citroën DS3 WRC       | Mauro Miele                 |           |
| 82 | Armando Pereira    | Remi Tutélaire    | Ford Fiesta RS WRC    | Armando Pereira             |           |
| 83 | Alain Vauthier     | Stevie Nollet     | Ford Fiesta RS WRC    | Alain Vauthier              |           |
| Fuente: tourdecorse.com |                    |                   |                       |                             |           |

## Resultados

### Itinerario
| Día                | Tramo | Nombre                                     | Distancia | Ganador de la etapa | Coche            | Tiempo  | Líder de la general |
| ------------------ | ----- | ------------------------------------------ | --------- | ------------------- | ---------------- | ------- | ------------------- |
| Día 1 (6 abril)    | SS1   | La Porta - Valle di Rostino 1              | 49.03 km  | Sébastien Ogier     | Ford Fiesta WRC  | 31:53.8 | Sébastien Ogier     |
| Día 1 (6 abril)    | SS2   | Piedigriggio - Pont de Castirla 1          | 13.55 km  | Sébastien Ogier     | Ford Fiesta WRC  | 7:59.9  | Sébastien Ogier     |
| Día 1 (6 abril)    | SS3   | La Porta - Valle di Rostino 2              | 49.03 km  | Sébastien Ogier     | Ford Fiesta WRC  | 31:44.1 | Sébastien Ogier     |
| Día 1 (6 abril)    | SS4   | Piedigriggio - Pont de Castirla 2          | 13.55 km  | Esapekka Lappi      | Toyota Yaris WRC | 7:59.4  | Sébastien Ogier     |
| Día 2 (7 de abril) | SS5   | Cagnano - Pino - Canari 1                  | 35.61 km  | Sébastien Loeb      | Citroën C3 WRC   | 21:58.6 | Sébastien Ogier     |
| Día 2 (7 de abril) | SS6   | Désert des Agriates 1                      | 15.45 km  | Sébastien Loeb      | Citroën C3 WRC   | 8:32.4  | Sébastien Ogier     |
| Día 2 (7 de abril) | SS7   | Novella 1                                  | 17.39 km  | Ott Tänak           | Toyota Yaris WRC | 11:07.7 | Sébastien Ogier     |
| Día 2 (7 de abril) | SS8   | Cagnano - Pino - Canari 2                  | 35.61 km  | Esapekka Lappi      | Toyota Yaris WRC | 21:44.7 | Sébastien Ogier     |
| Día 2 (7 de abril) | SS9   | Désert des Agriates 2                      | 15.45 km  | Sébastien Loeb      | Citroën C3 WRC   | 8:31.1  | Sébastien Ogier     |
| Día 2 (7 de abril) | SS10  | Novella 2                                  | 17.39 km  | Esapekka Lappi      | Toyota Yaris WRC | 11:07.1 | Sébastien Ogier     |
| Día 3 (8 abril)    | SS11  | Vero - Sarrola-Carcopino                   | 55.17 km  | Ott Tänak           | Toyota Yaris WRC | 33:46.9 | Sébastien Ogier     |
| Día 3 (8 abril)    | SS12  | Pénitencier de Coti-Chiavari (Power Stage) | 16.25 km  | Esapekka Lappi      | Toyota Yaris WRC | 9:41.2  | Sébastien Ogier     |
| Fuente: wrc.com    |       |                                            |           |                     |                  |         |                     |

### Power stage
El power stage fue una etapa de 16.25 km al final del rally. Se otorgaron puntos adicionales del Campeonato Mundial a los cinco más rápidos.